# Gillis Lundgren
Leif Gillis Arthur Lundgren (* 26. August 1929 in Lund; † 25. Februar 2016 in Älmhult) war ein schwedischer Werbegrafiker und Möbeldesigner.

## Leben
Lundgren studierte am Technischen Institut in Malmö. 1953 begann er bei Ikea als vierter Mitarbeiter und gilt als Erfinder von vorgefertigten Möbeln, die zusammengebaut werden können.
Im Jahr 1955 wollte Lundgren einen Tisch verpacken, schraubte die Beine ab und legte sie bei, um den Tisch möglichst effizient versenden zu können.
Im Jahre 1979 entwarf er das „Billy“-Regal, das seitdem weltweit mehr als 77 Millionen Mal verkauft worden ist.
Ferner entwarf er den „Ögla“-Stuhl, das „Tore“-Schubladenelement und den „Frosta“-Hocker.
2001 ging er mit 71 Jahren in Rente, aber arbeitete als Berater weiterhin für Ikea. 2012 erhielt er den schwedischen Tenzing-Preis (Tenzingpriset). Er verstarb 2016 im småländischen Älmhult im Alter von 86 Jahren.

„Meine Designphilosophie ist, dass die Produkte einfach, praktisch und für alle anwendbar sind.“